# Hypoconcha arcuata
Hypoconcha arcuata är en kräftdjursart som beskrevs av William Stimpson 1858. Hypoconcha arcuata ingår i släktet Hypoconcha och familjen Dromiidae. Inga underarter finns listade i Catalogue of Life.